# 栗原剛
栗原 剛（くりはら たけし、1970年（昭和45年）10月 - ）は、日本の実業家。ロジパートナーズ代表取締役社長等を経て、丸紅ロジスティクス代表取締役社長。

## 人物・経歴
1993年学習院大学法学部卒業、丸紅入社。2009年からロジパートナーズ代表取締役社長を務め、丸紅紙パルプ販売から丸紅紙パルプ物流の全株式の譲渡を受け、サード・パーティー・ロジスティクスの知見を活かし効率化を図った。2014年丸紅物流企画営業部部長代理。2016年丸紅ロジスティクス常務取締役。2019年から丸紅ロジスティクス代表取締役社長を務めた。